# Parvamussium formosum
Parvamussium formosum is een tweekleppigensoort uit de familie van de Propeamussiidae. De wetenschappelijke naam van de soort is voor het eerst geldig gepubliceerd in 1907 door Melvill in Melvill & Standen.